# William Bromet
William Bromet (ur. 17 maja 1868 w Tadcaster, zm. 23 stycznia 1949 w Winchesterze) – angielski rugbysta grający w formacji młyna, reprezentant kraju.
Poprowadził regionalny zespół Yorkshire do triumfu w mistrzostwach angielskich hrabstw w 1891 roku, grał także dla uniwersyteckiego zespołu Oxford. Po przeprowadzce do Londynu był kapitanem Richmond F.C., reprezentował także hrabstwo Middlesex.
W latach 1891–1896 rozegrał dwanaście spotkań dla angielskiej reprezentacji, a w 1891 roku wziął (wraz z bratem Edwardem) udział w tournée British and Irish Lions do Południowej Afryki. Niepokonana brytyjska drużyna zagrała dwadzieścia spotkań, a Bromet opuścił tylko jedno z nich.